# Commanderie de La Capelle-Livron
La commanderie de La Capelle-Livron est une ancienne commanderie dont la fondation remonte aux Templiers. Dévolue aux Hospitaliers à partir du XIVe siècle, elle perdura jusqu'au XVIIIe siècle.

## Situation géographique
Le chef-lieu se situait au cœur du village de Lacapelle-Livron, à une vingtaine de kilomètres au sud-ouest de Villefranche-de-Rouergue et à proximité de la commune de Caylus. Il y avait également de nombreux autres biens (églises, fermes, granges) aux alentours qui faisaient partie de cette commanderie (voir la carte détaillée).

## État
La chapelle et son clocher fortifié ainsi que le pigeonnier, tous deux protégés aux monuments historiques (chapelle classée en 1901, pigeonnier inscrit en 1971), semblent être les uniques vestiges de cette commanderie dans la commune,,.

## Histoire
La première donation remonte à 1225. Grimals, seigneur de Livron fait don de sa seigneurie à l'ordre du Temple puis dès 1227, Raymond VII de Toulouse fait de même pour son fief de La Capelle. De nombreuses autres donations permettent à ce qui n'est encore que la « grange templière de Monson » de devenir une commanderie.

### L'ordre du Temple
La commanderie devient le chef-lieu d'une baillie templière à partir de 1260, se substituant à la commanderie de Cahors. On dénombre en 1268, outre le commandeur, trois chevaliers, trois prêtres, un chapelain, et huit autres frères à l'occasion d'un chapitre.

### L'ordre de l'Hôpital
La commanderie de La Capelle-Livron dépend du grand prieuré de Saint-Gilles dans la langue de Provence.
Elle est plusieurs fois commanderie magistrale, c'est-à-dire dépendant directement du grand maître qui l'avait conservée dans ses bénéfices.

### Commandeurs
Cette liste est à actualiser avec les derniers travaux de Louis d'Alauzier en 1964, la liste d'Antoine du Bourg étant parfois erronée.
| Commandeur                                   | Période                         | Commandeur                                      | Période    |
| -------------------------------------------- | ------------------------------- | ----------------------------------------------- | ---------- |
| Ordre du Temple                              | Jusqu'en 1307                   | Scot de Lescure                                 | 1402-1404  |
| fr. Amel de Sils (commandeur de Monson)      | 1237-1238                       | Bertrandon d'Arpajon dit aussi Tandon d'Arpajon | 1423-1436, |
| fr. Gilard de Pradins (Gaillard de Pradines) | 1239-1255                       | Pons de Cardaillac                              | 1450-1456  |
| fr. Raoul de Sonnac                          | 1257-1259                       | Jean de Castelnau                               | 1457-1469  |
| fr. Raymond de Montaigut                     | 1259-1260                       | Bernard de Montlezun                            | 1469-1470  |
| fr. Hugues de Valon                          | 1263-1264                       | Pierre de Ferrand                               | 1470-1477  |
| fr. Raymond du Buisson                       | 1264-1277                       | Jean d'Arlande                                  | 1477-1480  |
| fr. Pons de Pariatge                         | 1277-1279                       | Pierre d'Aubusson                               | 1485-1493  |
| fr. Hugues de Saintes (Hugues de Santhès)    | 1279-1286                       | Bertrand d'Esparvès-Lussan                      | 1500-1509  |
| fr. Athon de Salvagnac                       | 1287-1290                       | Raymond de Ricard                               | 1524-1542  |
| fr. Ratier de Lemosin                        | 1290-1294 ,                     | Bégon de Gabriac                                | 1549-1550  |
| fr. Athon de Salvagnac                       | 1294-1307                       | Gaspard de Malet                                | 1556-1560  |
| Royaume de France                            | 1307-1313                       | Hugues Loubens de Verdalle                      | 1560-1581  |
| Ordre de l'Hôpital                           | Jusqu'à la Révolution française | Jean de Marsa-Sohlac                            | 1598-1602  |
| Raymond de Caylus                            | 1313-1314                       | Antoine de Paule                                | 1617-1619  |
| Olivier de Penne                             | 1314-1318                       | Jean-Jacques de Verdelin                        | 1652-1672  |
| Pierre de la Vie                             | 1318-1332                       | François-Paul de Béon-Masses-Cazaux             | 1675-1681  |
| Guillaume de Gozon                           | 1340-1341                       | Claude de Moreton-Chabrillaut                   | 1710       |
| Dieudonné de Gozon                           | 1345-1351                       | Antoine de Sade-Eyguière                        | 1722-1723  |
| Raymond de Lescure                           | 1356 -1374                      | Henri de Boucaud                                | 1730-1740  |
| Jean de Lescure                              | 1383 -1388                      | François de Guiran La Brillane                  | 1772       |
| Bertrand d'Entraygues                        | 1400-1401                       | ...                                             | ...        |
|                                              |                                 |                                                 |            |

## Possessions
| Localisation des possessions, droits et juridictions de la commanderie (Survolez la carte pour voir le nom des églises) |
| --- |
| \| Commanderie Village, grange, maison (templiers) Château (hospitaliers) Église (uniquement) Lot (département) Tarn (département) Cas St-Peyronis -P. d'Auzon Lagarde Ginouilhac Martiel Mouillac Trévaix Espinas Montricoux Golfech La Villedieu Vaour \| |
| Commanderie Village, grange, maison (templiers) Château (hospitaliers) Église (uniquement) Lot (département) Tarn (département) Cas St-Peyronis -P. d'Auzon Lagarde Ginouilhac Martiel Mouillac Trévaix Espinas Montricoux Golfech La Villedieu Vaour       |

### Période templière
À partir de :
- 1230 : Saint-Peyronis, donation d'Arnaud Jourdain, vicomte de Saint-Antonin ;
- 1231 : seigneurie de Pech d'Auzon, donation de Guiscard de Villevayre ;
- 1233 : seigneurie de Lagarde, donation de W. , Comtesse de Peirafort ;
- 1234 : confirmation par Jean Humbert, prieur de Lusnac (abbaye de la Case-Dieu), de leurs droits sur les églises de Saint-Peyronis et de Saint-Albi ;
- 1235 : église Saint-Pierre de Sailhagol, commune de Saint-projet. Donation de l'abbé de Conques ;
- 1236 : confirmation de la donation des églises de Loze (St.-Martin) et de Jamlusse par le couvent de Fons ;
- 1243 : donation de l'héritage de Pons de Genolhac par ses enfants (Ginouilhac)[12] ;
- 1264 : achat par le commandeur d'une partie de la seigneurie de Martiel ;
- 1299 : confirmation de leurs droits, mais au prix de 1 000 livres de petits tournois (à la suite des prétentions des commissaires du roi), sur La Capelle, Mouillac et Crozilles[N 5]. Ce rachat concernait également leur commanderie de Montricoux et celle de Casnac-Trévaix dans le département du Lot (cf. Carnac-Rouffiac et Trébaix).

### Période hospitalière
Il semble que les seigneuries spirituelles et temporelles acquises par les templiers (liste ci-dessus) soient toutes restées aux mains des Hospitaliers. Ils feront de l'ancienne commanderie templière de Carnac-Trévaix un membre de cette commanderie, avec de surcroît l'acquisition du château de Trébaïx. Ils se porteront également acquéreurs du château de Cas.
À noter qu'ils avaient également une seconde commanderie fondée par les Hospitaliers à proximité sur la commune d'Espinas. Cette commanderie du diocèse de Rodez et Vabres était réservée aux frères conventuels et servants d'armes contrairement à Lacapelle-Livron où le commandeur était toujours chevalier. Celle-ci n'est pas d'origine templière.
La visite des commissaires de l'ordre le 28 mai 1762 permet d'établir la liste des membres et annexes de la commanderie juste avant la Révolution française :
- Carnac ;
- Trébaïx (Trebais) ;
- Jamblusse (Jambleusse) ;
- Loze (Lozes) ;
  - Saillagol (Salliagol), commune de Saint-Projet ;
- Crouzelles (Crouselles), commune de Saillac ;
- Saint-Amans, commune d'Espinas[N 6] ;
- Cas (château), commune d'Espinas ;
- Puy d'Auzon (Puidauson), commune de Lacapelle-Livron ;
- Mouillac ;
- Saint-Peyronis, commune de Lacapelle-Livron ;
- Bramaloup (Brame-Loup, devenue un membre à part entière), commune de Martiel ;
  - Le Juge (métairie) ;
  - L'Espinassière (métairie) ;
- Ginouilhac (Genouillac), commune de Martiel ;
- Saint-Laurens[N 7] et Paillayrols (Paillerols), commune de Caylus ;
- Puylagarde (Puy-La Garde).